# Іранські народи
Іра́нські наро́ди, Іра́нці (перс. ایرانی‌ها — irånihå, тадж. ероніҳо, пашто ایرانیان irāniyān, курд. ایرانی/Îranî, осет. ирайнæгтæ) — група народів спільного походження, що розмовляють іранськими мовами арійської гілки індоєвропейської сім'ї мов. Нині населяють Іран, Афганістан, Таджикистан, Пакистан, Туреччину, Ірак, а також Сирію, Оман, Узбекистан, КНР, Азербайджан, Вірменію, Грузію та РФ.

## Походження назви
Етнонім «іранці» походить від історичної назви «Іран» (перс. ايران [ʔiɾɒn]), що в свою чергу походить від давньоіранського a(i)ryāna — арійська (земля), (земля) аріїв. Порівн. авест. Airyana — «арійський», airyō.šayana — «обитель аріїв»,  iryå daiŋhāwō — «країни аріїв», парф. і согд. aryān — «Іран», алан. * alān «алан».

## Етногенез
Походження іраномовних народів пов'язано з розпадом індоіранців, що відбувався приблизно на початку II тис. до н. е. на колишній території стародавньої доіндоіранської Бактріано-Маргіанської культури (Середня Азія і Афганістан). У результаті з'явилися спочатку компактні спільності індоаріїв, мітаннійців і власне іранців, які опинилися розділеними географічними і лінгвістичними бар'єрами. З кінця II по кінець I тис. до н. е. відбувається широка експансія іраномовних племен з Середньоазійського регіону, в результаті якої іранці розселилися на значних територіях Євразії від заходу Китаю до Месопотамії і від Гіндукушу до Північного Причорномор'я.

## Неоднозначність терміна «іранці»
У сучасному вживанні словом «іранці» частіше позначають жителів сучасного Ірану, особливо персомовного, що передусім пов'язано з офіційним перейменуванням в 1935 році цієї країни з «Персії» в «Іран». Тим часом сам термін «Іран» спочатку вживався для набагато ширшого регіону, що включає також Афганістан і південь Середньої Азії (Великий Хорасан). Для розрізнення понять « сучасна держава Іран» та «історичний Іран» для останнього вживають вираз «Великий Іран» (англ. Greater Iran).
Крім того, сам термін «Іран» пов'язаний насамперед з перською мовою і перською епічною традицією (див. Шахнаме). В інших іраномовних народів складалися свої позначення на базі загального древнього етноніма, наприклад, у предків осетинів: alan <* aryāna.

## Іранські мови
Іранські мови — група всередині арійської гілки індоєвропейських мов, найбільш близькі до них мови індоарійські і дардські, що походять з ними з однієї індоіранської спільноти, яка розпалася приблизно на поч. II тис. до н. е.
В результаті міграцій на значні відстані і посилення ізоляції іранська єдність розпадається на поч. I тис. до н. е., тому іранська мовна група сильно диференційована, і мови крайніх її гілок абсолютно не взаємозрозумілі.
Для новоіранської спільноти характерно багатовікове панування перської розмовної і літературної мови (та її близькоспоріднених гілок у вигляді мови дарі і таджицької) і придушення ними решти іранських мов, наслідки чого спостерігаються і донині.

## Давні іранці

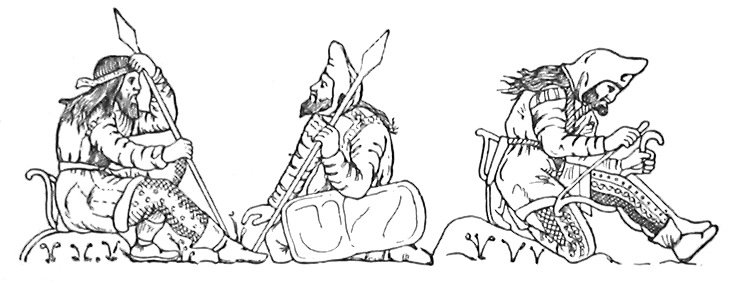
Скіфи. Промальовування посудини з Куль-Оби

До кінця I тис. до н. е. іранські народи розселилися на величезних територіях, що включали Іранське плато, Середню Азію, Гіндукуш аж до Інда, Сіньцзян, Казахстан, степи на північ від Кавказу і Чорного моря.
Слідом за іранськими мовами древні іранські народи іноді прийнято ділити на західних і східних, хоча для самих древніх іранців таке ділення навряд чи було актуальним, оскільки в I тис. усі іранські мови були ще дуже близькі одна до одної. Набагато актуальніше було розходження за господарським типом: одні іранські народи були осілими землеробами або гірськими напівосілими пастухами, інші освоїли кочовий спосіб життя.
- Осілі та напівосілі народи:
  - Древні перси
  - Мідяни
  - Парфяни
  - Сагартії
  - Сатагітії
  - Ареї
  - Зарангіани
  - Арахозії
  - Маргіанці
  - Бактрійці
  - Согдійці
  - Хорезмійці
- Кочові народи:
  - саки
    - Саки Хотана, що стали осілим народом.

  - Массагети
  - Дахи
  - Парни
  - Скіфи
  - Сармати
    - Язиги
    - Роксолани
    - Алани

  - Ефталіти
  - Хіоніти

## Сучасні іранські народи

### Історія формування
У порівнянні з древньою епохою етнічна карта сучасних іранських народів зазнала істотної зміни. Основними віхами тут стали:
- Дезінтеграція починаючи з III ст. н. е. світу іраномовних кочівників в євразійських степах і поступова асиміляція його з боку тюркських кочівників і слов'ян. На Північному Кавказі і в Волго-Донських степах довго зберігався напівкочовий аланський етнос, який остаточно втратив гегемонію в XIII—XIV ст. після навал монголів і Тамерлана. Його залишком, який не зазнав мовної асиміляції, є нинішні осетини.
- Експансія спочатку середньоперської, а потім і її нащадка новоперської мови на весь простір Великого Ірану і асиміляція ним багатьох місцевих іранських діалектів. В результаті формується велика персо-таджицька спільнота від Хамадана до Фергани, що розмовляє на близькоспоріднених діалектах. Дещо відособленою виявилася тільки спільнота татів в північному Азербайджані.
- Експансія курдів з районів центрального Загроса у верхню Месопотамію і Вірменське нагір'я.
- Експансія дейлемітів з прикаспійського регіону, в результаті чого на захід поширюються племена зазакі і гурані, інтегровані згодом в курдську спільноту.
- Витіснення мови Азері в Азербайджані огузькими діалектами тюркської сім'ї. Залишками його є говірки таті і талиська мова.
- Міграція напівкочівників Горгана й формування белуджів в сучасному Белуджистані.
- Експансія пуштунів в Афганістані на захід і північ.
- Обширне, але далеке від завершення витіснення тюркськими говірками таджицької мови в Середній Азії і північному Афганістані та формування узбецької нації з сильними осілими іранськими традиціями.

### Список сучасних іранських народів

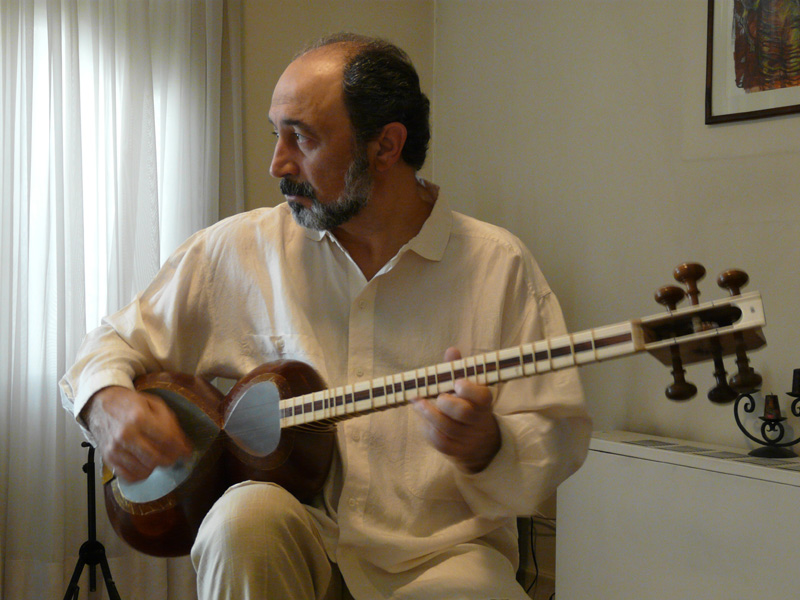
Даріуш Талан, іранський музикант з таром

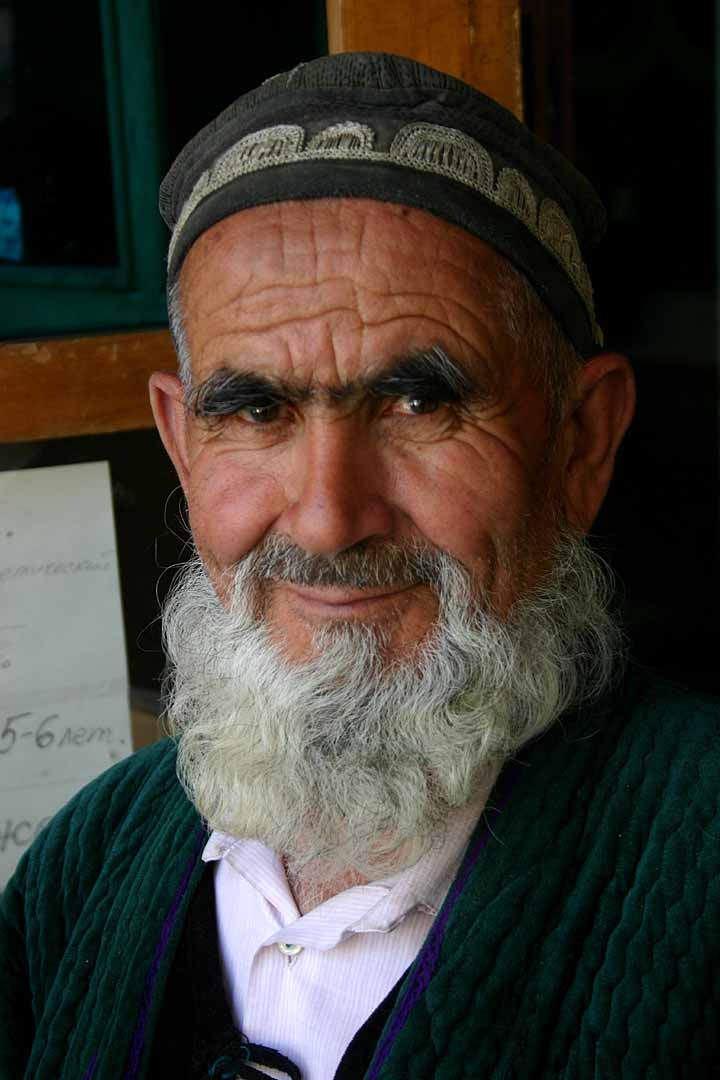
Літній таджик

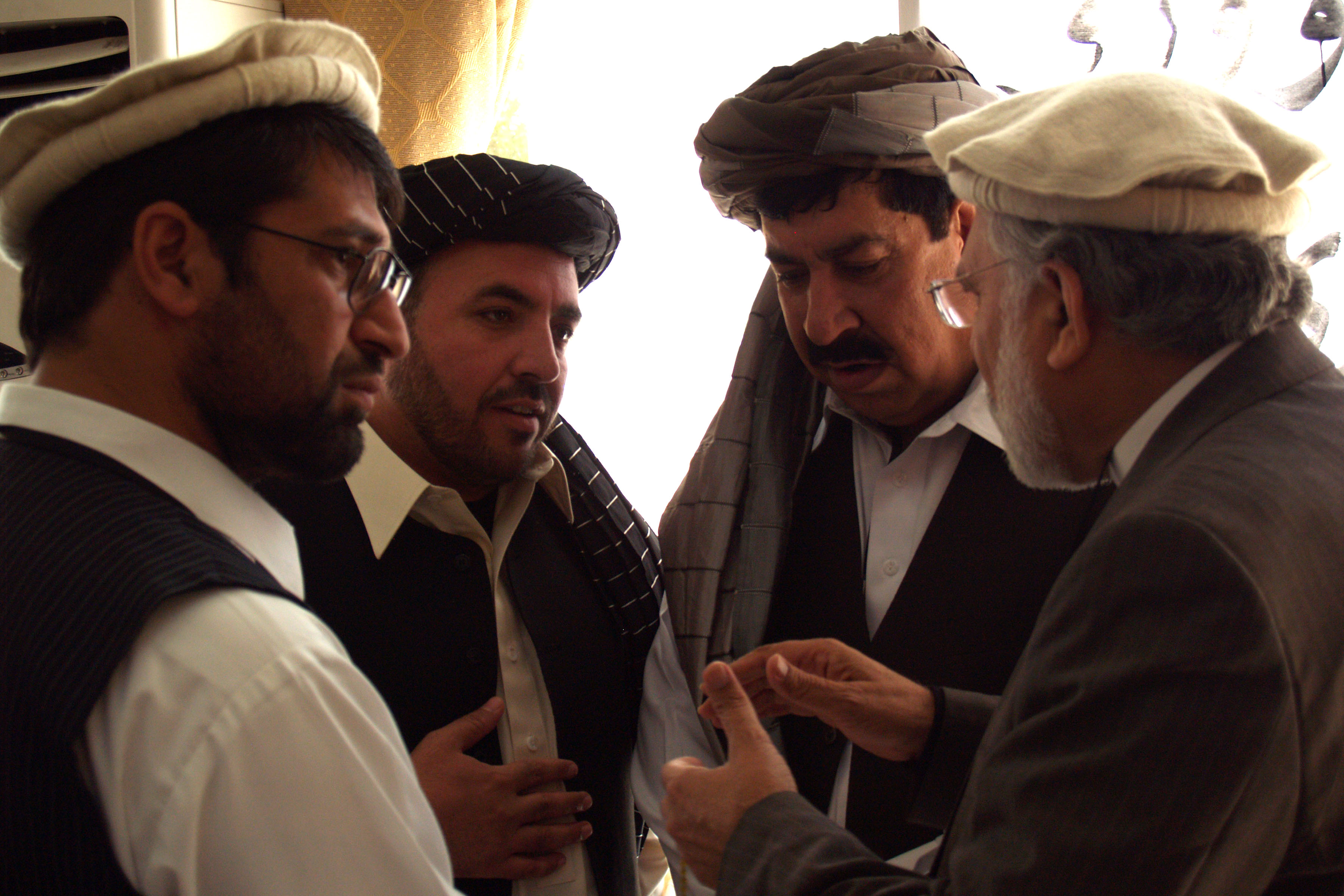
Пуштуни: губернатори афганських провінцій

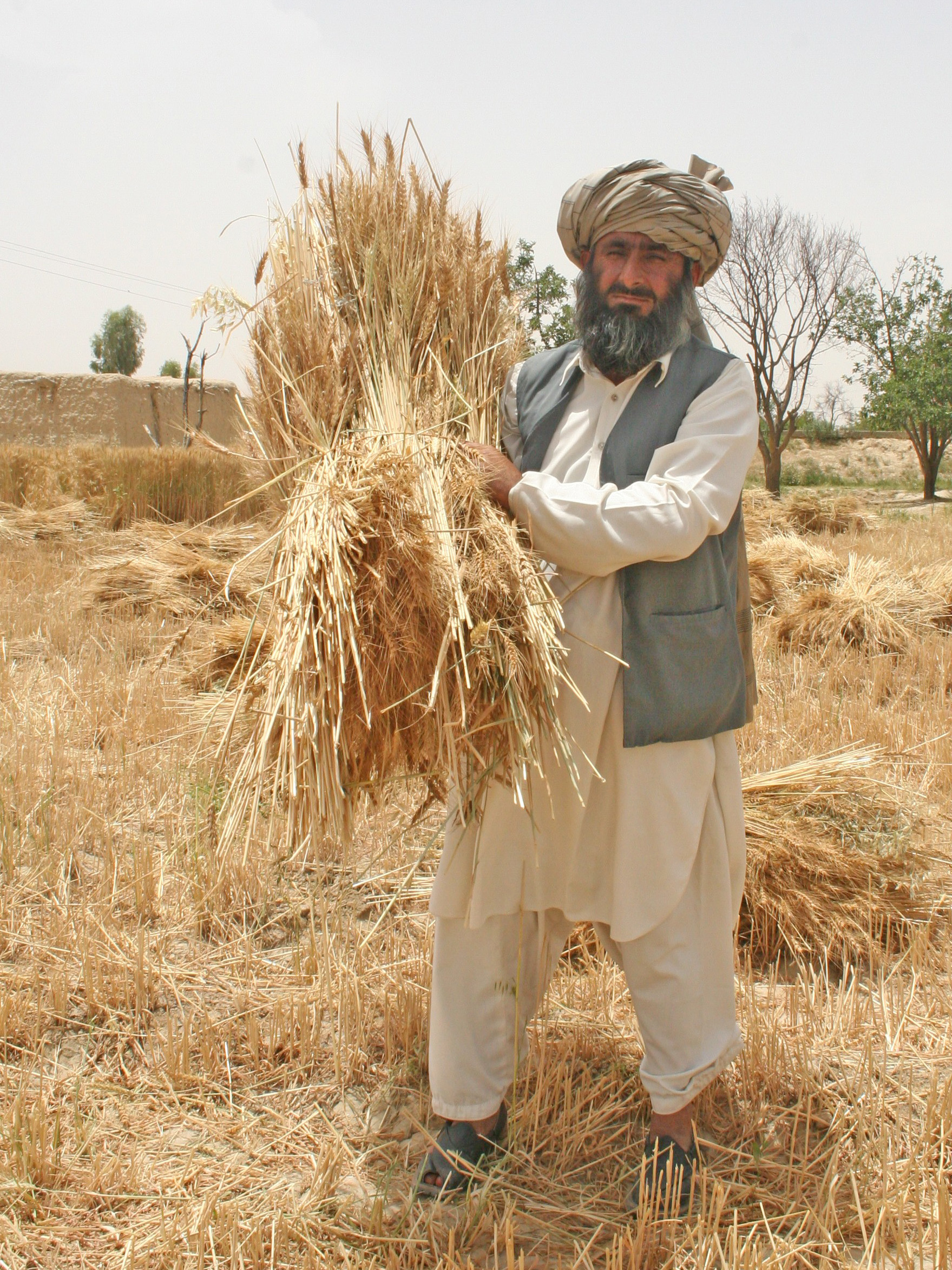
белуджський селянин в Пакистані

- Перси і Таджики (перс., дарі فارسان, پارسان, ایرانیها , تاجیکها fårsån, pårsån, irånihå (īrånīhå), tåjikhå (tåjīkhå), тадж. форсон, порсон, ероніҳо, тоҷікҳо). Проблема співвідношення персів і таджиків, діалекти яких представляють континуум, далека від ясності, що особливо видно на прикладі Афганістану, в західних областях якого персомовне населення (парсівани, фарсівани) близьке за мовою, релігією та традиціями до персів іранських областей Хорасан і Сістан, а в східних областях персомовне населення називається «таджиками» і тяжіє до таджиків Таджикистану. При цьому однією з державних мов країни визнається мову дарі, спільна для всіх персо-таджиків Афганістану, але заснована на персо-таджицькому діалекті Кабула. Самі персо-таджики Афганістану зазвичай розрізняють себе за релігією (шиїзм / суннізм) і протиставляють себе кочівникам і напівкочівникам як дехкани (دهقان / دهغان), тобто осілі землероби.
- Пуштуни (пушту پښتون зах. Paṣ̌tún, сх. Paxtún множ. پښتانه зах. Paṣ̌tānə, сх. Paxtānə), вони ж афганці, східноіранський народ, з традиційним кочовим і напівкочовим побутом і розгалуженим племінним поділом, проживає в Афганістані і Пакистані.
- Курди (курд. Kurd / کورد, курд. Kurmancî / کورمانجی) [kurmanjī] — західноіранський народ, основна територія якого (Курдистан) була поділена між Туреччиною, Іраком, Іраном і Сирією. Мають племінний (родовий) поділ і розмовляють на численних діалектах, згрупованих в два великих наріччя: курманджі (північнокурдське) і сорані (південнокурдське). Останнє більш подріблене, часто з нього виділяють також леки, келхурі, фейлі та інші. За етнічними традиціями до курдів примикають також носії різко відмінних мов зазакі (народність  Заза) і горані.
- Белуджі (белудж. بلوچ balōč) — кочовий і напівкочовий етнос з племінним поділом. Основною територією якої є пакистанська провінція Белуджистан і іранський остан Систан і Белуджистан.
- Мазендеранці і гілянці (мазенд. مزرونی, تاپوری mazruni, topuri, гіл. گیلک giläk) — досить численні народності південного Прикаспію, мови яких не володіють в Ірані ніяким статусом і зазвичай розглядаються як діалекти перської мови, хоча генетично досить далекі від неї.
- Лури і бахтіари (لر, بختیاری lor, baxtiyårī) — традиційно кочові і напівкочові племена Західного Ірану, що проживають в горах Загроса . Розмовляють на діалектах, родинних перській мові.
- Памірські народи — сукупність різнорідних високогірних етносів, які розмовляють на різних східноіранських мовах (шугнанці, рушанці, бартангці, орошорвці, хуфці, сарикольці, язгулямці, ішкашімці, санглічці, ваханці, мунджанці, йідга) Проживають в гірських областях Таджикистану і Афганістану, а також Пакистану і Сіньцзян-Уйгурського автономного району Китаю. Також до них примикають ягнобці (ягноб. Яғнобӣ), наріччя яких являє собою останній релікт согдійської мови.
- Хазарейці (хазар. azōra) — нащадки монгольських воїнів, які осіли у високогірних областях Афганістану, що змішалися з місцевим населенням і засвоїли місцевий персо-таджицький діалект.
- Чараймаки (перс.-монг. «Чотири племені») — сукупність кочових і напівкочових племен на заході Афганістану й сході Хорасану, розмовляють на хорасанському персо-таджицькому діалекті. Більшість племен виявляє тюркський субстрат або адстрат.
- Тати (тат. Tat, parsi) — народ Закавказзя перського походження, мову яких в силу ізоляції і архаїчності виходить за межі власне персо-таджицької діалектної спільноти.
- Талиші (Талиш. Толиш) — народ іранського походження, що сформувався на значному кавказькому субстраті[2] з ареалом проживання, поділеним Азербайджаном та Іраном.
- Осетини і Яси (осет. Ірон, дігорон) — кавказький народ іранського походження. В силу довгої ізоляції значно відрізняються від всіх інших іранців.

Існують також інші локальні групи іранців — носії окремих «малих» мов, які зазвичай етнічно не відокремлюють себе від навколишнього їх іранського народу (персів, пуштунів, курдів) і часто двомовні.
- Носії говірок таті, поширених острівцями серед іранських азербайджанців («азербайджанські перси»).
- Носії різнорідних мов Семнан (див. Семнан)
- Носії центральноіранських діалектів (раджі)
- Конфесійна спільність зороастрійців Йезда і Кермана, носії північно-західної іранської мови дарі.
- Носії діалектів Фарса і Ларестана.
- Башкарді — народність на південному сході Ірану в провінції Хормозган на узбережжі Оманської затоки (південно-західні іранські діалекти)
- Кумзарі — народність в ОАЕ, Омані та островах Ормузької протоки (південно-західні діалекти)
- Заза і горані, носії мов прикаспійського походження, інтегровані в курдську спільноту.
- Ормурі і парачі — носії ізольованих північно-західних діалектів, поширених острівцями в Афганістані серед пуштунського і таджицького населення.
- Ванеці — група пуштунів з мовою ванеці, сильно відрізняється від інших діалектів пушту.

Крім того, в арабських країнах Перської затоки проживають персомовні групи іранського походження: аджам (Бахрейн) і хувала (ОАЕ, Кувейт, Катар, Саудівська Аравія, Бахрейн)
Юдеї, що проживають в іраномовних регіонах, є носіями різноманітних єврейсько-іранських мов.